# Trama delle Vite parallele
In questa pagina è riportata la trama delle Vite parallele.

## Teseo e Romolo

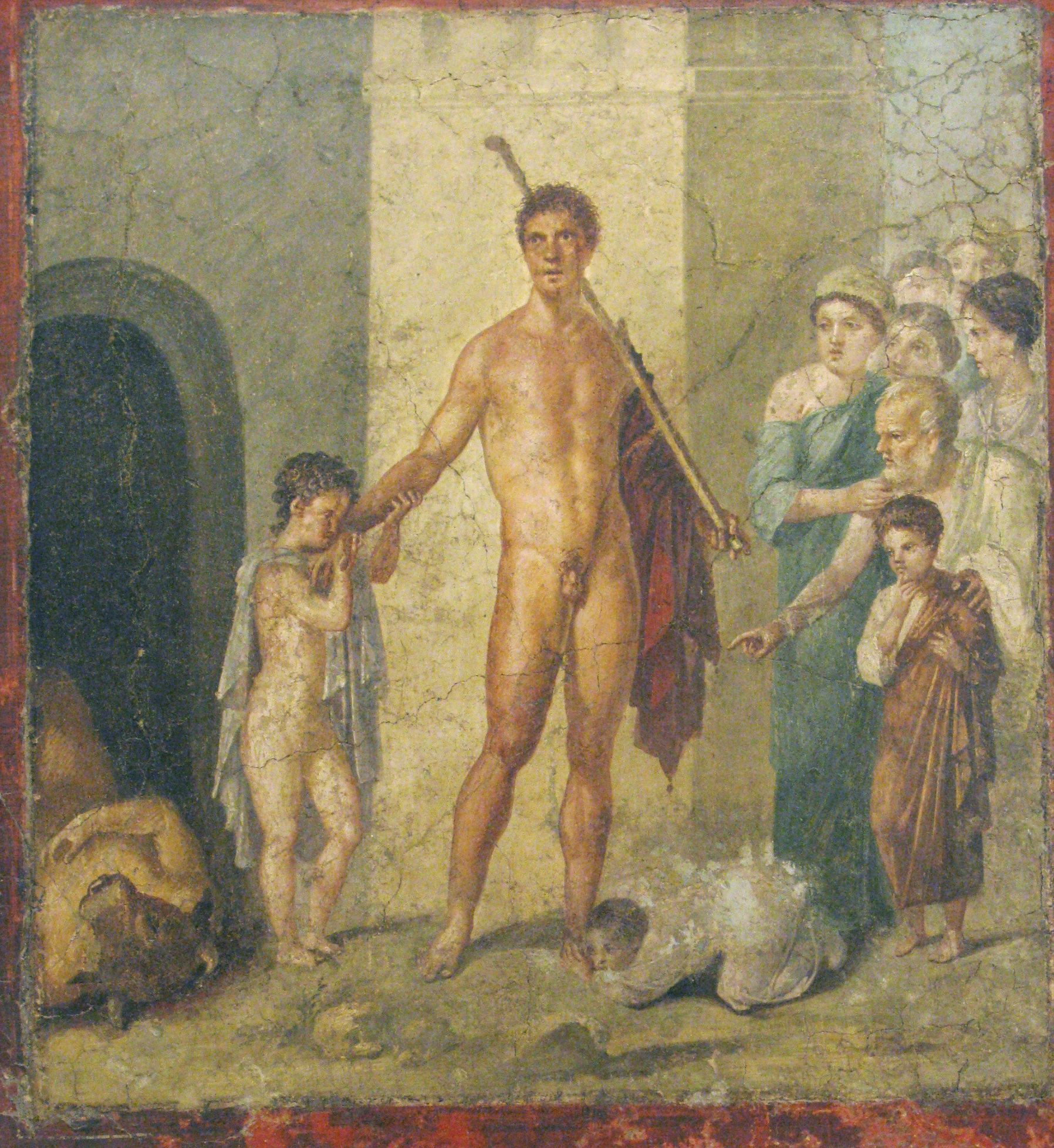
Teseo liberatore, Museo archeologico nazionale di Napoli

La σύγκρισις tra i due si risolve in favore di Teseo, il quale risulta superiore a Romolo perché compì grandi gesta senza essere costretto da nessuno, cresciuto nel mito di Eracle e della sua straordinarietà: per sua iniziativa scelse di affrontare i pericoli di un viaggio sulla terra ferma verso Atene, preferendolo a un ben più sicuro viaggio in mare; e ancora, una volta giunto ad Atene, dimostrò notevole coraggio decidendo di partire per Creta. Le imprese di Romolo, non minori in senso assoluto, furono invece sempre dettate dallo svolgersi degli eventi, e il suo coraggio fu "dovuto alla paura".
Su un piano più strettamente politico, Teseo favorì un assetto democratico di Atene, mentre Romolo deviò in direzione dispotica. In tal senso si coglie una sferzante ironia di Plutarco nel sottolineare che un'istituzione importantissima quale il Senato, voluta e istituita da Romolo stesso, fu ben presto svuotata di ogni potere decisionale.
(Plutarco, Vita di Romolo, 27.2)
Romolo creò la città di Roma dal nulla procurandosi il territorio e accogliendo chiunque fosse senza patria o semplicemente volesse unirsi a Roma; spesso dimostrò clemenza dopo aver conquistato una città o vinto uno scontro. Teseo, invece, riunì il popolo attico in un'unica città, ma lo fece da straniero e in vita demolì numerose città, che pure portavano il nome di grandi eroi o re. 
Sul piano caratteriale si registra una somiglianza tra i due nella loro indole iraconda: in Teseo, tuttavia, questa ira non fu mai portatrice di morte (la morte del figlio Ippolito non può essere considerata colpa di Teseo, quanto piuttosto dell'ineluttabile volontà divina) a differenza di Romolo. 
Tra i punti a favore di Romolo vi sono il fatto di essersi preoccupato della madre Rea Slivia (Teseo abbandonò la madre) e del nonno Numitore che lasciò sul trono di Alba fino alla morte; non pochi sono i dubbi sull'assassinio di Remo e quindi non si può accusare Romolo dell'accaduto. Invece, la dimenticanza di Teseo di issare la vela bianca nel viaggio di ritorno da Creta portò Egeo al suicidio, che Plutarco considera un vero e proprio parricidio.

Nicolò Bambini, Ratto delle Sabine

Quanto al rapporto con le donne, il ratto delle Sabine fu dettato da motivi strategici e le donne rapite non erano sposate ad eccezione di Ersilia che andò in sposa proprio a Romolo. La buona fede dei Romani fu confermata dalle stesse donne, durante l'ultimo degli scontri tra Sabini e Romani. L'eroe greco, invece, in vita rapì molte donne, sposate o addirittura in età non da nozze: è emblematico il rapimento di Elena in giovanissima età.
Un'ultima differenza messa in luce da Plutarco consiste nel favore divino: Romolo ne godeva, come dimostrato in vari episodi. Ad esempio, durante una delle battaglie contro i Sabini, le sorti dello scontro e nondimeno di Roma furono in bilico, e Romolo, di fronte ai propri soldati che scappavano, invocò l'aiuto e la protezione di Giove.
(Plutarco, Vita di Romolo, 18)
Teseo, invece, sembrava non goderne: infatti, prima del viaggio che lo portò a Trezene, dove Teseo nacque, Egeo aveva consultato l'oracolo che gli aveva vaticinato di astenersi dall'avere rapporti con donne in terra straniera e da ciò Plutarco trae la conclusione che la nascita di Teseo avvenne contro la volontà divina.

## Solone e Publicola
Il confronto tra il legislatore Solone e il console Publicola si risolve in favore del secondo. 
Plutarco sottolinea che Publicola fu un imitatore di Solone, nel senso che ne seguì i precetti e condivise il suo modello democratico di stato. In particolare ebbe in odio la tirannide a tal punto da promulgare una legge che prevedeva l’uccisione di chi aspirava alla tirannide, senza bisogno di alcun processo. A differenza di Solone ebbe la fortuna di sconfiggere la tirannide di Tarquinio; il legislatore greco, invece, fu prima costretto a lasciare Atene e, una volta tornato nella città attica, non riuscì a fermare l'ascesa del tiranno Pisistrato al potere.
Sul piano militare, poi, il confronto è assolutamente impari: Publicola fu impegnato più volte in battaglie decisive per le sorti di Roma, dimostrando un grande senso pratico soprattutto in situazioni particolarmente difficili, è questo forse il motivo del suo agnomen Publicola se si considera con il significato di "colui che si prende cura dell'esercito"; di Solone non si ricordano imprese militari, ad eccezione della battaglia contro i Megaresi per Salamina.

## Temistocle e Furio Camillo

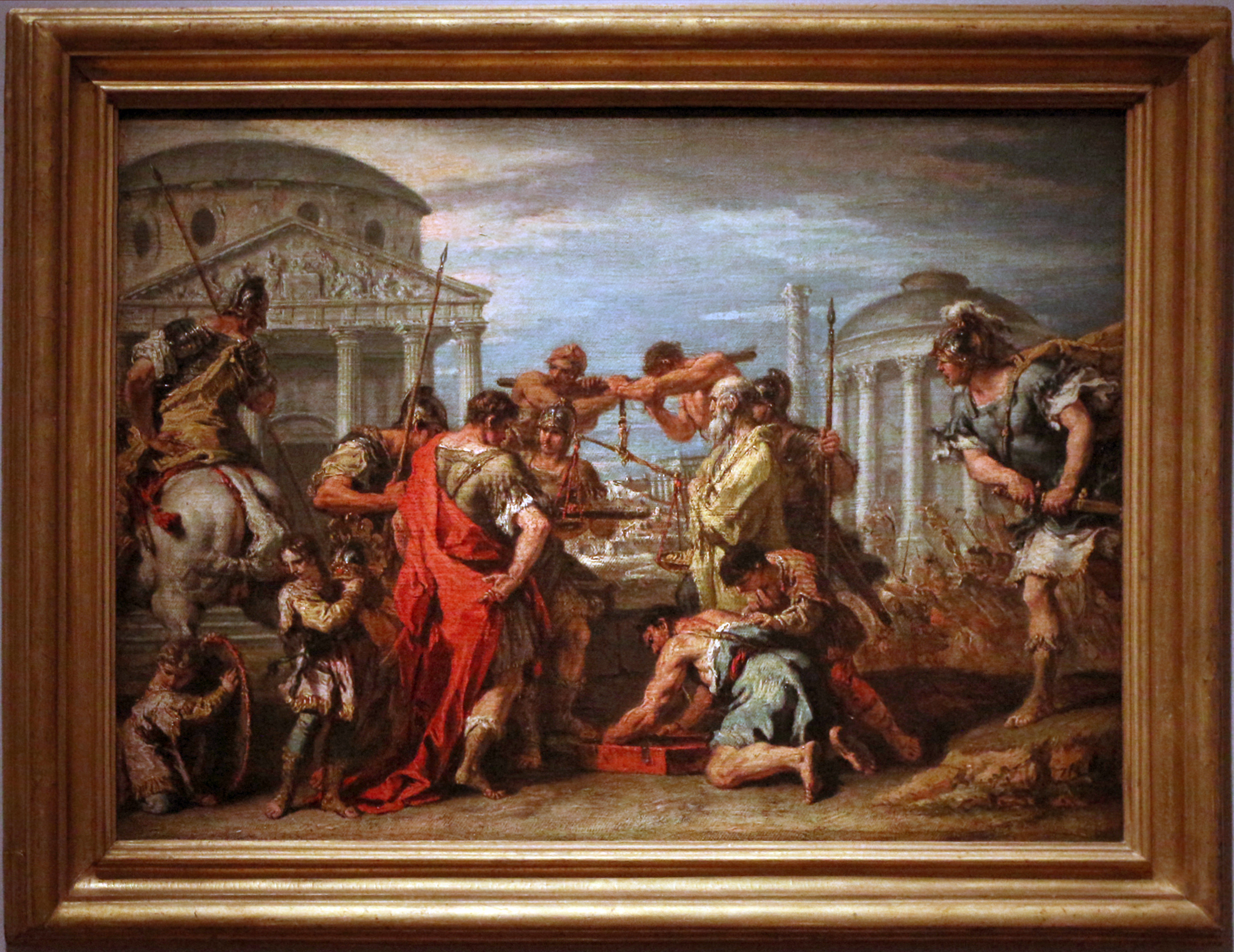
Sebastiano Ricci, Furio Camillo riprende Roma a Brenno

Non è presente la σύγκρισις finale tra i due personaggi. Temistocle e Camillo vengono accostati perché entrambi hanno liberato le proprie città assediate dai barbari. Il primo infatti è l'eroe di Salamina, presentato come un uomo molto sicuro di sé, e ricordato per le numerose battute di spirito; il secondo ha riconquistato Roma dopo che i Galli di Brenno per 7 mesi avevano occupato la città. Camillo viene presentato come l'incarnazione del "niente di troppo" delfico; egli combatteva per l'onore e per la patria, 5 volte dittatore non abusò del proprio potere. In tarda età non dimostrò mai brama personale: in tal senso è esemplare la sua scelta di nominare Lucio Furio a capo dell'esercito per allontanare il disonore da Lucio, che in precedenza aveva agito contro il parere dello stesso Camillo e aveva riportato una clamorosa sconfitta. Dopo l'assedio di Faleri andò in esilio volontario ed è proprio questo un elemento in comune con Temistocle il quale fu ostracizzato dopo alcuni anni dai fatti di Salamina; ma a differenza di Temistocle non tradì mai la propria città: l'eroe greco infatti fu alla corte di Artaserse, il re dei Persiani tanto temuti dai Greci. Va comunque sottolineato che preferì suicidarsi quando capì che sarebbe stato chiamato a capo di una spedizione proprio contro i Greci.

## Pericle e Fabio Massimo
La prima differenza degna di nota tra i due personaggi è il fatto che Pericle ereditò una situazione molto favorevole: Atene era in quegli anni all'apice dello sviluppo economico e politico, nel fiore della potenza; Fabio Massimo, invece, prese in mano una città in una situazione molto delicata e sfavorevole e più che mantenere la stabilità, come fece Pericle, produsse un passaggio dal peggio in meglio. Da un punto di vista militare lo statista ateniese riportò molti trionfi, in terra e in mare; tuttavia, non si ricorda una singola impresa di Pericle paragonabile a quella che compì Fabio Massimo quando strappò Marco Minucio Rufo ad Annibale, salvando l'esercito romano. D'altro canto non si ricorda nemmeno una beffa ai danni di Pericle quale quella occorsa a Fabio Massimo, quando Annibale gli tese un tranello e lo ingannò mandandogli incontro duemila buoi muniti di torce che l'esercito romano scambiò per l'esercito cartaginese. Questo sostanziale pareggio tra i due in campo militare, viene risolto in favore di Pericle perché sebbene sconfitto nella guerra del Peloponneso, egli riuscì a prevedere l'esito degli eventi, ovvero la sconfitta del popolo ateniese. Lo stesso non si può dire di Fabio Massimo, che invece non credeva che l'azione di Scipione avrebbe avuto esito positivo. Plutarco, allora, sottolinea che è più saggio e intelligente quel generale che è in grado di prevedere la sconfitta rispetto a chi, per paura o inesperienza, non coglie un'opportunità favorevole.
Da un punto di vista politico, Pericle non fu clemente nei confronti dei suoi avversari, Cimone e Tucidide, che fece ostracizzare. Di tutt'altro tenore Fabio Massimo, che dimostrò bontà, mitezza e lealtà nei confronti di Minucio.
Plutarco di sofferma su un ultimo aspetto prima di chiudere il confronto tra i due personaggi: i lavori pubblici e di costruzione di edifici e templi. Non vi è dubbio che la maestosità e la magnificenza raggiunta dalle opere costruite ad Atene non avevano paragone: niente di quello che fu fatto a Roma nell'età repubblicana poteva reggere minimamente il confronto con lo splendore dell'Atene di Pericle.

## Alcibiade e Coriolano

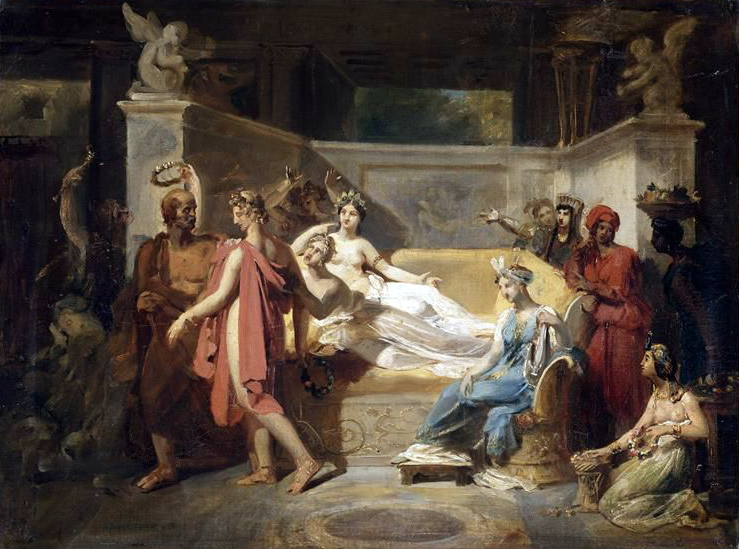
Félix Auvray, Alcibiade con le cortigiane (1833), Museo di belle arti di Valenciennes

Vengono messe a confronto due figure negative: Alcibiade, accusato di eccessiva adulazione per compiacere il popolo ateniese, e il superbo e arrogante Gneo Marcio Coriolano. Plutarco fa notare che chi fa il demagogo e cerca di compiacere la gente per conseguire il potere è certamente meno attaccabile di chi tratta male il popolo per non dare l’impressione di essere un demagogo. Per quel che concerne l'attività militare, entrambi furono ottimi strateghi, tanto che possono tranquillamente considerarsi di pari valore, senonché Alcibiade risultò un comandante più completo di Coriolano se si considera che fu vincitore in molte battaglie, sia per terra sia per mare. Marcio ci viene presentato come un uomo superbo, dal carattere semplice e lineare, assolutamente diverso dal trasformismo dimostrato da Alcibiade e dalla sua capacità di adattarsi a ogni situazione; quest'ultimo viene accusato di essere un uomo senza scrupoli e, in definitiva, un imbroglione. Entrambi si lasciarono guidare dall'ira, che provocò molti mali alla famiglia e alla patria. Alcibiade non disdegnò mai il denaro e si lasciò spesso corrompere; Coriolano, invece, lo disprezzava e non lo accettava nemmeno quando i suoi compagni glielo offrivano come segno d'onore.
Una grande differenza tra i due consiste nel favore del popolo: Alcibiade seppe conquistarsi la stima e la benevolenza del popolo e anche quando tradì gli Ateniesi, il popolo non riuscì mai veramente ad averlo in odio; invece Coriolano dava l'impressione di ostacolare il popolo romano e di disprezzarlo: è proprio la scarsa capacità di persuadere il popolo, unita alla sua arroganza, che Plutarco sottolinea più volte nella biografia del generale romano. Pesa sul giudizio negativo di Coriolano anche il fatto che non dalla patria, dagli ambasciatori romani o dalle suppliche pubbliche si lasciò persuadere a porre fine alla guerra contro Roma, ma solo dalle preghiere della madre e della moglie. Plutarco chiude il confronto dicendo che solo per l'arroganza Coriolano può essere accostato ad Alcibiade, perché per il resto fu un uomo brillante e paragonabile agli uomini più onesti e non certo al cinico e spudorato Alcibiade. Il comportamento spregiudicato dello stratega ateniese, infatti, si scontra con i canoni morali codificati dalla lunga tradizione, inducendo Plutarco a un giudizio estremamente negativo nei suoi confronti.

## Aristide e Catone Maggiore
Entrambi furono uomini nuovi, nel senso che fu grazie alla loro virtù e alle proprie doti che riuscirono a fare carriera. Una prima differenza tra i due è il contesto storico in cui vissero, in particolare Aristide entrò in politica quando Atene non era una città potente, Catone invece visse in un periodo di grande splendore per Roma e fu coevo di uomini illustri e di nobilissime origini. Sul piano militare i due ottennero grandi successi: Aristide, pur non essendo inferiore ai generali greci di Salamina e Platea, non si distinse particolarmente in queste battaglie cruciali per il futuro della Grecia; Catone, invece, primeggiò nelle battaglie nella Spagna Citeriore e ancora alle Termopili contro Antioco. Nonostante i numerosi processi nei quali fu coinvolto, Catone riuscì sempre ad averla vinta a differenza di Aristide che fu addirittura ostracizzato. Ultima differenza tra i due è che Aristide visse in grande povertà, il che sminuì la sua virtù e soprattutto indusse il popolo a pensare che la povertà è conseguenza di una vita giusta. Catone, che pure disprezzò il lusso, come appare evidente anche dai provvedimenti presi quando fu Censore, si arricchì moltissimo in vita e si preoccupò dell'educazione dei propri figli (che in seguito si distinsero per virtù). Plutarco chiude il confronto dicendo che fu Aristide a osservare realmente quella temperanza che Catone elogiò ed esaltò per tutta la vita.

## Cimone e Lucullo
Sia Cimone sia Lucullo furono abilissimi generali e mossero guerra contro i popoli asiatici; ed entrambi non portarono a termine la loro opera: il primo perché morì in uno scontro, il secondo perché fu sostituito da Pompeo, venuta meno la fiducia dei soldati nei suoi confronti. Eppure gli obiettivi delle loro imprese erano ben diversi: Cimone riportò Atene a dominare sia sui Persiani sia sugli alleati, in particolar modo gli Spartani; Lucullo, invece, vinse popoli che già erano sotto l'egemonia romana. 
Entrambi furono ricchi, ma Cimone utilizzava la propria ricchezza per il popolo, Lucullo a beneficio di pochi, fatta eccezione per una bellissima biblioteca pubblica da lui fortemente voluta.
Tra i punti in comune tra i due, Plutarco ne sottolinea uno in modo particolare. Videro la propria patria versare in condizioni difficili, ma non furono testimoni dei grandissimi mutamenti che di lì a poco avrebbero sconvolto l'assetto politico: la guerra del Peloponneso da una parte e le guerre civili romane dall'altra. Sia per questo motivo, sia per altri straordinari eventi avvenuti sui campi di battaglia, Plutarco nota che Cimone e Lucullo ebbero il favore divino.

## Nicia e Crasso
La prima differenza che si nota tra i due è il modo in cui hanno acquisito le loro ricchezze: da una parte Nicia che ha sfruttato le miniere d'argento, dall'altra Crasso che ha approfittato delle confische sillane e degli incendi ad abitazioni ed edifici, nonché della biasimevole pratica dell'usura (sebbene negata dallo stesso Crasso in più occasioni). 
Per quanto riguarda le azioni politiche, Nicia non fu mai accusato di slealtà, ingiustizia o arroganza. Tuttavia, il timore eccessivo di ricevere critiche dagli avversari politici e dal popolo ne frenò l'attività. Crasso, invece, dimostrò un atteggiamento violento in molteplici occasioni ed egli stesso non negava di essere ricorso alla forza e alla violenza nella campagna per il consolato: la sua arroganza gli permise, comunque, di duellare alla pari con due grandissimi uomini del suo tempo, Cesare e Pompeo, e la sua brama di gloria, in alcuni casi eccessiva, si distingueva di gran lunga dalla mancanza di ardire di Nicia, al punto che Plutarco paragona le gesta di Crasso a quelle di Alessandro Magno: i risultati conseguiti furono certamente diversi, ma non le cause scatenanti, ovvero la brama di potere e di gloria. 
Altrettanto diversa fu anche la percezione che il popolo ebbe di queste due figure: ad esempio, per quanto concerne l'abilità militare dei due, Crasso non fu mai visto come un ottimo stratego e nella guerra servile contro Spartaco gli fu affidato il comando dell'esercito soltanto per necessità; a Nicia il popolo ateniese affidò sempre incarichi militari delicati, perché era ritenuto tra i migliori e i più esperti della città. 
Per quanto riguarda la morte dei due, Plutarco giudica meno biasimevole l'atteggiamento di Crasso, che non si arrese mai e morì perché ingannato dai nemici; di Nicia, invece, si ricorda l'ultimo tentativo, tanto ignobile quanto inutile, di cercare la grazia ai propri nemici.

## Demostene e Cicerone
(Plutarco, Vita di Demostene, 3, 2-5. trad.: D. Magnino)
Il libro relativo a Demostene e Cicerone è il quinto delle Vite parallele. Stabilisce un paragone tra le capacità oratorie di Demostene e di Cicerone, per dimostrare chi fosse più abile con le parole, facendo particolare attenzione alle loro azioni e alla loro partecipazione alla vita politica dello Stato. Cicerone ebbe in comune con il suo predecessore l'amore per la gloria e per la libertà nell'impegno politico, l'esilio con un successivo richiamo in patria, la cattura e, infine, la morte avvenuta per mano di chi ha infangato e soffocato la libertà democratica. Senza entrare nei dettagli di un giudizio puramente stilistico, Plutarco osserva che dall'impostazione retorica dei due oratori traspaiono i loro caratteri: Demostene, infatti, sempre serio e concentrato, a volte scontroso e intrattabile, prescindeva da ogni abbellimento e da ogni forma di ricercatezza, concentrandosi piuttosto sulla forza espressiva della parola; Cicerone, invece si lasciava spesso andare alla battuta pesante e ironizzava anche sui temi seri dei processi con scherzi vari, caustico e noncurante del decoro, pur di trarne qualche vantaggio.